# Chấn thương mắt
Các chấn thương vật lý hoặc hóa học của mắt có thể là một mối đe dọa nghiêm trọng đối với thị lực nếu không được điều trị một cách thích hợp và kịp thời. Sự thể hiện rõ ràng nhất của thương tổn mắt (mắt) là đỏ và mắt bị đau. Tuy nhiên, điều này không hoàn toàn đúng, vì các mẩu kim loại nhỏ xíu có thể không gây ra triệu chứng nào. Những mẩu kim loại nhỏ xíu nên được nghi ngờ khi một bệnh nhân báo cáo đã tiếp xúc với kim loại, chẳng hạn như với búa trên bề mặt kim loại. Các cơ quan bên ngoài nội soi không gây đau do thiếu các dây thần kinh trong thủy tinh thể và võng mạc có thể truyền cảm giác đau. Như vậy, các bác sĩ phòng cấp cứu hoặc cấp cứu nên tham khảo các trường hợp liên quan đến phân đoạn phía sau của mắt hoặc các cơ quan nước ngoài nội nhãn cho bác sĩ nhãn khoa. Lý tưởng nhất là không dùng thuốc mỡ trước khi đến một bác sĩ nhãn khoa, vì nó làm giảm khả năng tiến hành khám mắt toàn diện.
Cát, mảnh gỗ nhẹ, kim loại, thủy tinh và đá là các vật thể thường xuyên gây ra nhiều chấn thương mắt. Các quả bóng thể thao như bóng cricket, bóng tennis, bóng quần, cầu lông, và các vật thể bay tốc độ cao khác cũng có thể tấn công mắt. Mắt cũng dễ bị chấn thương trong một trận chiến. Trò chơi của trẻ em như mũi tên và mũi tên, súng bb và pháo nổ có thể dẫn đến chấn thương mắt. Tai nạn giao thông đường bộ (RTA) với chấn thương đầu và mặt cũng có thể dẫn đến việc bị chấn thương mắt - thường có nhiều vết thương, nhiều mảnh vỡ được nhúng vào mô, gãy xương đòn, tụ máu nặng và xâm nhập chấn thương toàn cầu với sự sa sút của mắt. Các nguyên nhân khác gây chấn thương nội nhãn có thể phát sinh từ các dụng cụ làm việc hoặc thậm chí là các dụng cụ gia đình phổ biến.
Khoảng 5,3 triệu trường hợp của việc xuất hiện các dị vật trong mắt đã xảy ra trong năm 2013.